# فرودگاه محلی لینکولن (اصلی)
فرودگاه محلی لینکولن (اصلی) (به انگلیسی: Lincoln Regional Airport (Maine)) یک فرودگاه همگانی بهره‌برداری هوایی است که یک باند فرود آسفالت دارد و طول باند آن ۸۵۵ متر است. این فرودگاه در کشور ایالات متحده آمریکا قرار دارد و در ارتفاع ۶۳ متری از سطح دریا واقع شده است.